# Келагаст
Келагаст (Kelagast или Celagast) — князь Антского союза, союза славянских племен, обитавших на территории современной Украины в VI веке.
Менандр Протектор упоминал Келагаста в своих произведениях.
Келагаст был сыном антского князя Идаризия и имел брата Мезамира. Во второй половине VI века войска Аварского каганата совершали нападения на племена, входившие в состав Антского союза. Для выкупа некоторых пленных из своего народа вожди решили послать Мезамира как посла к аварскому кагану Баяну I. Однако послы были убиты (по данным некоторых историков, из-за высокомерия Мезамира, а так же его важности у антов).